# 国际商贸城站
國際商貿城站是金华轨道交通金义东线的一座车站，位于中华人民共和国浙江省金华市义乌市福田街道商城大道与稠州北路交叉口，毗邻义乌国际商贸城。本站于2022年11月5日投入使用。

## 车站结构
本站为地下一层侧式车站。

### 车站楼层
| 地下一层 | 北站廳   | 售票機、客服中心、警务室、安检设施            |  |  |
|          | 侧式站台 |                                               |  |  |
|          |          | █ 金义东线往凌云站方向 （下一站：秦塘）       |  |  |
|          |          | █ 金义东线往明清宫站方向 （下一站：浙醫四院） |  |  |
|          | 侧式站台 |                                               |  |  |
|          | 南站廳   | 售票機、客服中心、商店、安检设施              |  |  |
| 地下二层 | 聯絡通道 | 非付費區來往兩側站廳 付費區來往兩側月台       |  |  |

### 出入口

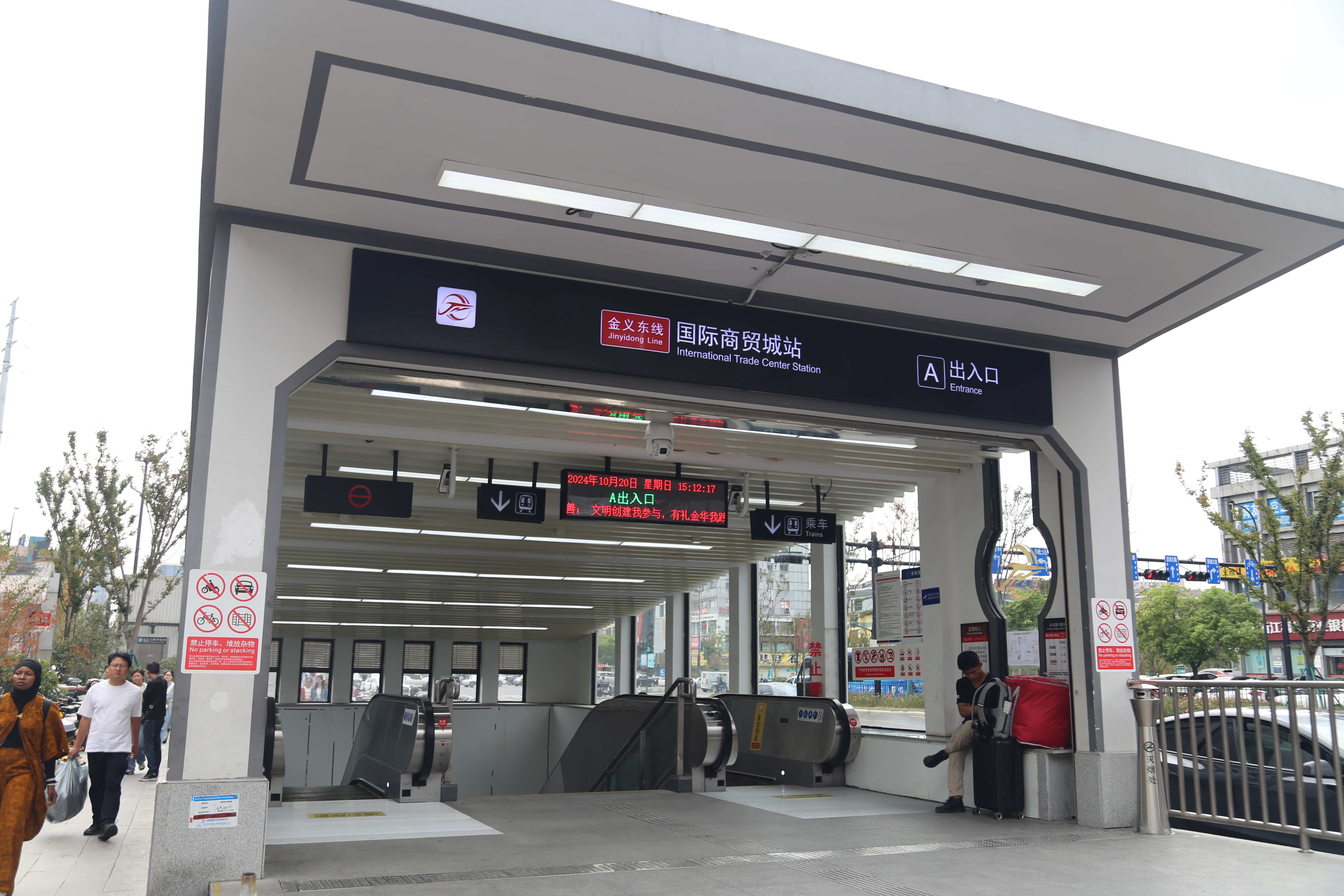
A出入口

本站共设有4个出入口（A、B、C、D）。